# Korea Game Awards
Les Korea Game Awards (hangeul : 대한민국 게임대상 ; RR : Daehan Minguk geim daesang) est une cérémonie annuelle de remise des prix sud-coréenne qui récompense "les individus et les entreprises qui ont contribué à l'industrie nationale du jeu vidéo". La cérémonie est organisée par l'Association coréenne de l'industrie du jeu (K-GAMES) et présentée par le ministère de la Culture, des Sports et du Tourisme, The Electronic Times et The Sports Chosun en conjonction avec le salon du jeu G-Star qui s'est tenu à Busan en novembre. C'est la cérémonie de remise de prix la plus importante et la plus prestigieuse pour les jeux dans le pays, et a lieu chaque année depuis 1996,,.
Les gagnants sont désignés par une combinaison de juges, d'experts du jeu et de votes en ligne. Le Grand Prix, décerné au meilleur jeu de l'année (appelé aussi Prix du Président), a historiquement été remporté presque exclusivement par les jeux PC ; Kingdom Under Fire: The Crusaders de 2004 est le seul jeu sur console à remporter le prix. Cependant, en 2014, Blade for Kakao est devenu le premier jeu mobile à gagner et depuis lors, plusieurs jeux mobiles ont remporté le prix.

## Lauréats du Grand Prix (Prix du Président)
| Year | Game                              | Genre                             | Developer             | Ref.   |
| ---- | --------------------------------- | --------------------------------- | --------------------- | ------ |
| 1996 | Pee & Gity 2: The Industrial Age  | Beat 'em up                       | Family Production     | [ 10 ] |
| 1997 | Wangdo-ui Bimil                   | Action-adventure                  | Digital Dream Studios | [ 11 ] |
| 1998 | Lineage                           | MMORPG                            | NCSoft                | [ 12 ] |
| 1999 | EZ2DJ                             | Rhythm                            | AmuseWorld            | [ 13 ] |
| 2000 | Fortress 2                        | Artillery                         | CCR Inc               | [ 12 ] |
| 2001 | The War of Genesis III: Part 2    | Tactical role-playing             | Softmax               | [ 14 ] |
| 2002 | Navy Field                        | MMORTS                            | SDEnterNet            | [ 12 ] |
| 2003 | Lineage II                        | MMORPG                            | NCSoft                | [ 6 ]  |
| 2004 | Kingdom Under Fire: The Crusaders | Hack and slash, real-time tactics | Phantagram            | [ 8 ]  |
| 2005 | Scions of Fate (Yulgang)          | MMORPG                            | Mgame Corp            | [ 12 ] |
| 2006 | Granado Espada                    | MMORPG                            | IMC Games             | [ 12 ] |
| 2007 | Alliance of Valiant Arms (A.V.A)  | First-person shooter              | Red Duck              | [ 12 ] |
| 2008 | Aion: The Tower of Eternity       | MMORPG                            | NCSoft                | [ 12 ] |
| 2009 | Continent of the Ninth Seal (C9)  | MMORPG                            | Webzen                | [ 12 ] |
| 2010 | Vindictus (Mabinogi Heroes)       | MMORPG                            | Nexon                 | [ 7 ]  |
| 2011 | TERA                              | MMORPG                            | Bluehole Studio       | [ 12 ] |
| 2012 | Blade & Soul                      | MMORPG                            | NCSoft                | [ 15 ] |
| 2013 | ArcheAge                          | MMORPG                            | XL Games              | [ 16 ] |
| 2014 | Blade for Kakao                   | Action RPG                        | Action Square         | [ 9 ]  |
| 2015 | EvilBane: Rise of Ravens (Raven)  | Action RPG                        | Netmarble             | [ 2 ]  |
| 2016 | Heroes of Incredible Tales (HIT)  | Action RPG                        | NAT Games             | [ 17 ] |
| 2017 | PlayerUnknown's Battlegrounds     | Battle royale                     | PUBG Corporation      | [ 3 ]  |
| 2018 | Black Desert Mobile               | MMORPG                            | Pearl Abyss           | [ 18 ] |
| 2019 | Lost Ark                          | MMORPG                            | Smilegate RPG         | [ 5 ]  |
| 2020 | V4 (Victory For)                  | MMORPG                            | NAT Games             | [ 19 ] |